# Жагар, Лука
Лука Жагар (словен. Luka Žagar; род. 25 июня 1978, Любляна) — словенский хоккеист, игравший на позиции левого нападающего. С 2012 года в Хоккейном зале славы Словении.

## Достижения
- Чемпион Словении: 1995, 1996, 1997, 1998, 1999, 2002, 2003, 2004, 2005, 2006, 2008
- Победитель Интерлиги: 2002, 2005, 2006
- Чемпион Хорватии: 2009
- Лучший распасовщик Словенской хоккейной лиги: 2009
- Победитель чемпионата мира в первом дивизионе: 2004

## Семья
Муж горнолыжницы Уршка Хроват, их сын Филип.